# NBOMe-mescalina

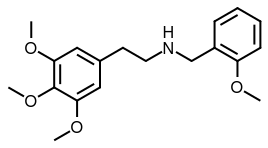
Fórmula estrutural da molécula de NBOMe-mescalina

NBOMe-mescalina ou mescalina-NBOMe é uma droga sintética, agindo como uma agonista parcial dos receptores serotoninérgicos (receptores de serotonina) do tipo 5-HT2A.

## História
As substâncias NBOMe-mescalina e NBOMe-escaline foram reportadas pela primeira vez em 1999, resultantes de pesquisas realizadas na Universidade Livre de Berlim, acerca de suas atividades como agonistas parciais dos receptores 5-HT2A, no tecido vascular em ratos. NBOMe-a mescalina foi relatada pela primeira vez em setembro de 2008 ao ter sido utilizada por seres humanos como uma droga psicodélica.Tornou-se disponível como uma mercadoria para pesquisa química em Maio de 2010.

## Efeitos em humanos
Houve poucos relatos de uso da NBOMe-mescalina por seres humanos.Seus principais efeitos Psicodélicos são: alterações visuais, auditivas e psicológicas. Os efeitos começam a se tornar notáveis em torno de 50 mg por via intranasal.